# 紫萼獐牙菜
紫萼獐牙菜（学名：Swertia forrestii）为龙胆科獐牙菜属下的一个种。

## 扩展阅读
- 維基物種上的相關：紫萼獐牙菜